# Prés salés de Kőérberek
Les Prés salés de Kőérberek (en hongrois : 	Kőérberki szikes rét természetvédelmi terület) sont une réserve naturelle, située à Budapest.